# Kaukasisk lundsångare
Kaukasisk lundsångare (Phylloscopus nitidus) är en liten tätting inom familjen lövsångare. Den häckar i Kaukasus, men även i norra Turkiet och österut via norra Iran till Uzbekistan och Afghanistan. Vintertid flyttar den huvudsakligen till Indien. Arten är en mycket sällsynt gäst i Europa, med ett enda fynd i Sverige, på Öland 2003. Tidigare har den behandlats som en underart till lundsångare men har numera artstatus. IUCN kategoriserar dess bestånd som livskraftigt.

## Utseende och läte

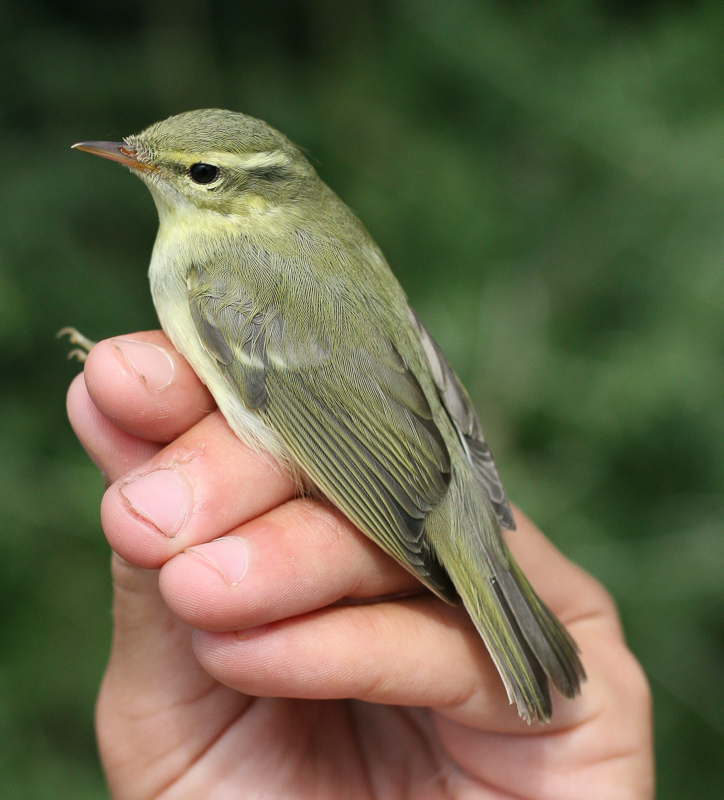
Kaukasisk lundsångare fotograferad i Georgien.

Kaukasisk lundsångare är en liten tätting som mäter 10–11 centimeter. Den påminner mycket om den närbesläktade lundsångaren men har mer samma färgtoner som lövsångaren, med mossgrön ovansida, tydligt gult ögonbrynsstreck, gul kind och strupe. Till skillnad från lövsångaren har den vit undersida och ett tydligt vingband, och ibland en antydan till ett andra. Sången är mycket lik lundsångarens, men har ofta ett torrt drillande element i nästan alla fraser. Dock kan arterna ibland vara omöjliga att särskilja bara på lätet.

## Utbredning
Kaukasisk lundsångare är en flyttfågel som häckar i norra och nordöstra Turkiet, Kaukasus, norra Iran, södra Turkmenistan, nordvästra Afghanistan och sydöstra Uzbekistan. Den övervintrar i Indien. Under flyttningen ses den regelbundet men sällsynt i Kuwait och Oman. 

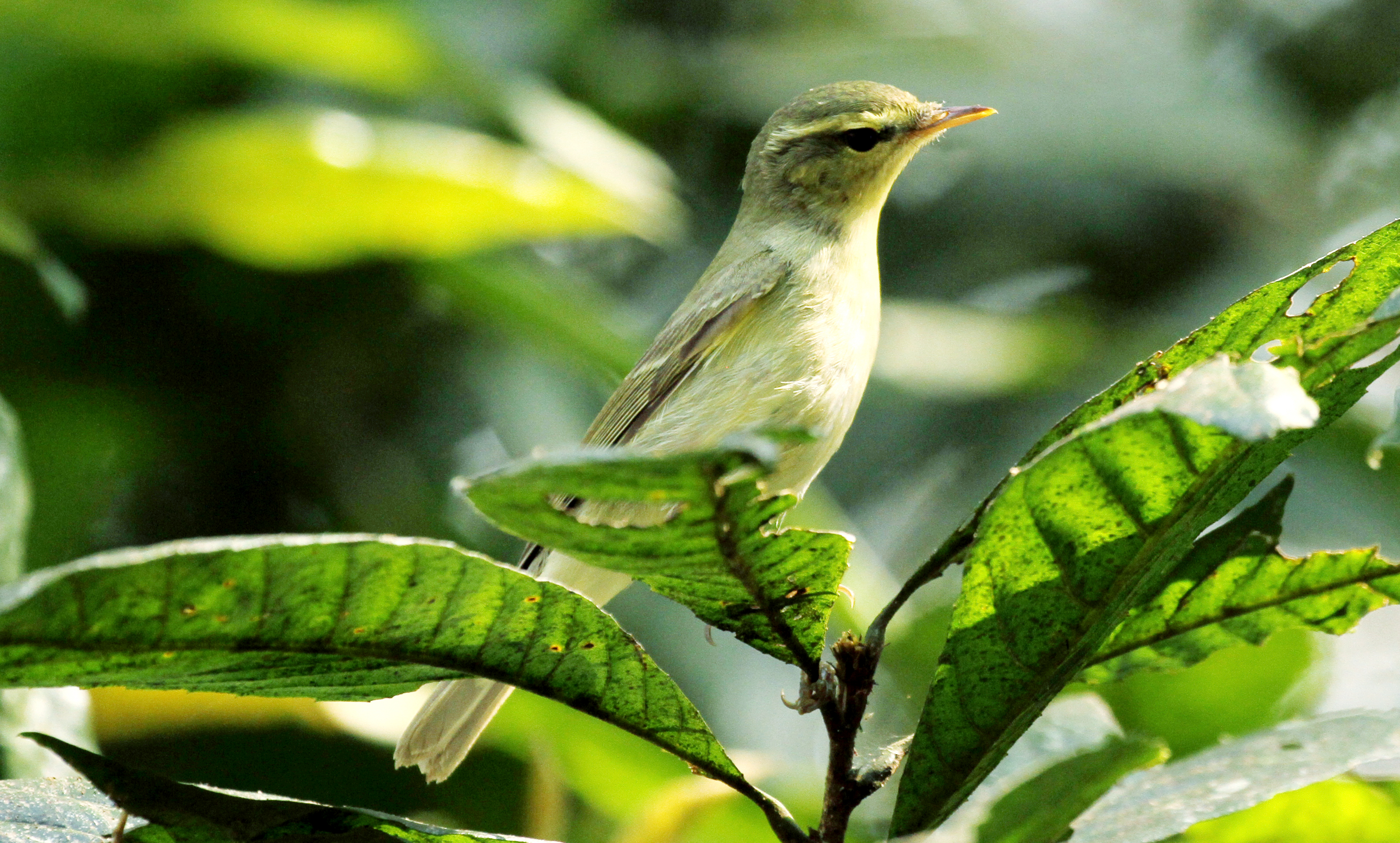
Övervintrande individ i Indien.

Arten är en mycket sällsynt gäst i Västeuropa med bara en handfull fynd, däribland en ringmärkt individ i Ottenby på Öland 29 maj 2003. Den har även påträffats i Finland och Danmark samt i Färöarna, Storbritannien, Rumänien, Grekland, Ukraina och Tyskland.

## Systematik
Länge behandlades kaukasisk lundsångare som en underart till lundsångare, men studier visade att det fanns skillnader i mtDNA mellan nitidus och den europeiska underarten av lundsångare Phylloscopus trochiloides viridanus. Dock utgick denna studie från ganska få individer varför många auktoriteter fortsatte att behandla dem som en art. När senare studier visade på diagnostiska skillnader i dräktkaraktärer och subtila skillnader i läte delades arterna upp och kaukasisk lundsångare behandlas numera oftast som en monotypisk art.

### Släktestillhörighet
DNA-studier visar att kaukasisk lundsångaren med släktingar (förutom lundsångaren exempelvis nordsångaren) inte står särskilt nära många andra Phylloscopus-sångare som lövsångare och grönsångare, utan snarare närmare bambusångarna i Seicercus. Dessa resultat har implementerats olika av olika taxonomiska auktoriteter. Det vanligaste förhållningssättet numera är att inkludera Seicercus i Phylloscopus så att familjen lövsångare på så sätt endast innehåller ett släkte. Vissa för dock istället lundsångaren med släktingar till Seicercus. Lundsångarna är närmast släkt med nordsångarna och de asiatiska arterna drillsångare, sachalinsångare och emeikronsångare.

## Ekologi
Kaukasisk lundsångare häckar i frodig löv- och blandskog och buskmarker, på höjder mellan 900 och 3 000 meter och ibland ända upp till trädgränsen. Den föredrar inslag av bok, ek eller en med ordentlig undervegetation eller blandskog med gråal, men trivs även i pilar utmed floddalar och buskiga sluttningar. Utanför häckningstid ses den i skog upp till 3 000 meter över havet, men även i trädgårdar, parker och odlingar.
Fågeln häckar från maj till slutet av maj. Den försvarar sitt revir framför allt mot gransångare och berggransångare. Hanen tillbringar mycket tid sjungande medan honan bygger boet på marken. Honan lägger oftast fyra till fem ägg som hon ruvar i 14–16 dagar, men de matas av både hanen och honan.
Kaukasisk lundsångare lever främst av ryggradslösa djur som skalbaggar, spindlar och flugor. Den föredrar att födosöka högt uppe i lövverken.

## Status och hot
Arten har ett stort utbredningsområde och tros öka i antal. Internationella naturvårdsunionen IUCN listar den därför som livskraftig (LC). Världspopulationen uppskattas till mellan 1,7 och 3,4 miljoner adulta individer. Den beskrivs som vanlig eller lokalt vanlig.

## Namn
Kaukasiska lundsångarens vetenskapliga artnamn nitidus betyder "glittrande" eller "glänsande", av latinets nitere, "att glänsa".